# Mossy Cade
Tommories Cade, detto Mossy (Eloy, 26 dicembre 1961), è un ex giocatore di football americano statunitense che ha militato nel ruolo di safety nella United States Football League (USFL) e nella National Football League (NFL).

## Carriera
Al college Cade giocò a football a Texas. Fu scelto come quinto assoluto nel Draft NFL 1984 dai San Diego Chargers. Tuttavia non firmò con essi e debuttò nel football professionistico nel 1985 con i Memphis Showboats della USFL. Nell'autunno successivo scese in campo con i Green Bay Packers, con cui militò due stagioni ed ebbe un primato personale di 4 intercetti nel 1986.
Nel 1987 Cade fu accusato di violenza sessuale su due donne, venendo condannato a 15 mesi di prigione. Al suo rilascio firmò con i Minnesota Vikings ma fu presto svincolato dopo essersi pubblicamente lamentato della firma.